# Numerian
Marcus Aurelius Numerius Numerianus (n. 254 d.Hr., Nicomedia, Bithynia et Pontus⁠(d), Roma Antică – d. noiembrie 284 d.Hr., Nicomedia, Bithynia et Pontus⁠(d), Roma Antică) a fost un împărat roman în decembrie 283 - noiembrie 284, împreună cu fratele său Carinus. Ei erau fii împăratului Carus.

## Domnia
În 282, legiunile din partea superioară a Dunării, din Raetia și Noricum l-a proclamat împărat pe tatăl lui Numerian, prefectul pretorian Marcus Aurelius Carus, pornind o rebeliune împotriva împăratului Probus. Armata lui Probus, staționată în Sirmium (Sremska Mitrovica, Serbia), au decis că nu doresc să lupte împotriva lui Carus și l-au asasinat pe Probus. Noul împărat, în vârstă de șaizeci de ani, și-a dorit să se stabilească o dinastie, ridicându-i pe Carinus și Numerian la rangul de Caesar.
În 283, Carus l-a numit pe Carinus responsabil peste Vest și s-a mutat cu Numerian și prefectul pretorian Aper Arrius în est, pornind un război împotriva Imperiului Sasanid. Sasanizii au fost implicată într-un litigiu de succesiune la moartea lui Shapur și  nu au fost în măsură să se opună avansului lui Carus .
Potrivit lui Zonaras, Eutropius, și Festus, Carus a câștigat o victorie majoră împotriva perșilor, capturând Seleucia și capitala, Ctesifon, orașe de pe malurile opuse ale Tigrului. Celebrând victoriile, Numerian, Carus și Carinus și-au luat titlul de Persici maximi. Carus a murit în iulie sau la începutul lui august al anului 283 din cauza unui fulger.

### Împărații Numerian și Carinus
După moartea lui Carus, Numerian și Carinus au devenit noii Augusti. Carinus a făcut repede drum spre Roma din Galia, unde sosește în ianuarie 284, în timp ce Numerian a zăbovit în Est. Retragerea romană din Persia a fost ordonată și fără opoziție, dar regele persan, Bahram al II-lea, însă, încă se lupta pentru a-și stabili autoritatea.
Până în martie 284, Numerian a ajuns la Emesa), în Siria; până în noiembrie, doar în Asia Mică. În Emesa a fost aparent încă în viață și în stare bună de sănătate. După Emesa, personalul lui Numerian, inclusiv prefectul Aper, a raportat că Numerian suferă de o inflamație a ochilor și a trebuit să călătorească într-un lectică închis. Când armata a ajuns în Bitinia, o parte din soldații Numerian au simțit un miros asemănător unui cadavru în descompunere care provin din lectică, au deschis perdele sale și au constatat că Numerian era mort.

### După moartea lui Numerian
Aper a rupt oficial vestea morții lui Numerian în Nicomidia în noiembrie 284. Generalii și tribunii lui Numerian au numit un consiliu de succesiune și l-au ales ca împarat pe Dioclețian, comandantul brațului de cavalerie din garda imperială. Armata din est s-a adunat pe un deal în afara Nicomidiei și a salutat în unanimitate pe noul Augustus. Dioclețian a acceptat veșmintele purpurii imperiale și a ridicat sabia în lumina soarelui, închizând un jurământ negând responsabilitatea pentru moartea lui Numerian. El a afirmat că Aper l-a ucis pe Numerian și a ascuns fapta. Dioclețian și-a scos sabia din teacă și l-a ucis pe Aper.